# Gustaf Svensson (seglare)
Gustaf Artur Leopold Svensson, född 17 mars 1882 i Varberg, död 13 juli 1950 i Lundby församling i Göteborg, var en svensk seglare.
Han seglade för Göteborgs KSS. Han blev olympisk silvermedaljör i Antwerpen 1920.